# 남방개복치
남방개복치는 복어목 개복치과의 바닷물고기이다.

## 특징
남방개복치의 입은 상대적으로 작고 이빨은 앵무새같은 부리로 되어있다. 몸길이는 최대 3.3m에 이른다. 몸은 평평하고 둥글다. 지느러미는 크다. 남방개복치는 거친 돌기가 있고, 가죽 같은 질감이 있다. 피부색은 죽어서 흰색으로 변할때까지 갈색 또는 회색이고 희미한 얼룩이 있다.

## 참조
- Glover, C.J.M. in Gomon, M.F., Glover, C.J.M. & R.H. Kuiter (Eds). (1994). The Fishes of Australia's South Coast. State Print, Adelaide. Pp.  992.
- Sawai, Etsuro & Yamanoue, Yusuke & Nyegaard, Marianne & Sakai, Yoichi. (2017). Redescription of the bump-head sunfish Mola alexandrini (Ranzani 1839), senior synonym of Mola ramsayi (Giglioli 1883), with designation of a neotype for Mola mola (Linnaeus 1758) (Tetraodontiformes: Molidae). Ichthyological Research. 1-19. 10.1007/s10228-017-0603-6.